# (613620) 2006 UZ184
2006 UZ184, também escrito como 2006 UZ184, é um objeto transnetuniano que está localizado no Cinturão de Kuiper, uma região do Sistema Solar. Este corpo celeste é classificado como um plutino, pois, o mesmo está em uma ressonância orbital de 2:3 com o planeta Netuno. Ele possui uma magnitude absoluta de 7,4 e tem um diâmetro estimado com 146 km.

## Descoberta
2006 UZ184 foi descoberto no dia 22 de outubro de 2006.

## Órbita
A órbita de 2006 UZ184 tem uma excentricidade de 0,224 e possui um semieixo maior de 39,209 UA. O seu periélio leva o mesmo a uma distância de 30,408 UA em relação ao Sol e seu afélio a 48,010 UA.